# Nagy Anna (festő)
Nagy Anna Éva (Kolozsvár, 1943. február 16. –) erdélyi magyar festőművész, Abodi Nagy Béla leánya.

## Pályája
Szülei: Abodi Nagy Béla, festőművész, a kolozsvári Ion Andreescu Képzőművészeti Főiskola tanára; Teutsch Éva Klára, rajztanár és festőművész, aki három éven át a budapesti Szépművészeti Akadémián a Szőnyi István növendéke volt, de a második világháború kitörése megszakította tanulmányait.

#### Kolozsvár, Románia
Nagy Anna Éva 1966-ban végzett érdemdiplomával a kolozsvári Ion Andreescu Képzőművészeti Főiskola festészet szakán. Tanárai Kádár Tibor és Petru Feier voltak. Fakultatíve freskófestést is tanult Abodi Nagy Béla osztályában. 1976-tól 1988-ig a Romániai Képzőművészek Szövetségének tagja. Mint festőművész a Nagy Anna nevet használja.
1943–1988 között Kolozsvárt élt, ahol 1966-tól 1988-ig részt vett az országos képzőművészeti kiállításokon és biennálékon Bukarestben, a kolozsvári Tartományi Kiállításokon és csoportkiállításokon Kolozsvárt, Bukarestben, Tordán, Konstancán, Tulceán, stb. 1974-ben egyéni kiállítása volt a kolozsvári UAP Galériában és részt vett az UAP keretein belül 1974-ben a berlini nemzetközi képzőművészeti kiállításon.

#### Athén, Görögország
1988 szeptemberében férjével, Andonisz Papadopoulosz festőművésszel és lányával, Papadopoulou Nagy Ildikó Niké grafikussal Görögországban, Athénban telepedett le.
1988-tól 2009-ig a Görög Képzőművészeti Szövetség tagja.
Görögországban részt vett a Görög Képzőművészeti Szövetség által rendezett fontosabb kiállításokon, csoportkiállításokon és több egyéni kiállítást is rendezett.

##### Budapest, Magyarország
2009-ben férjével Budapestre költözött, a mai napig ott él.

## Kiállítások

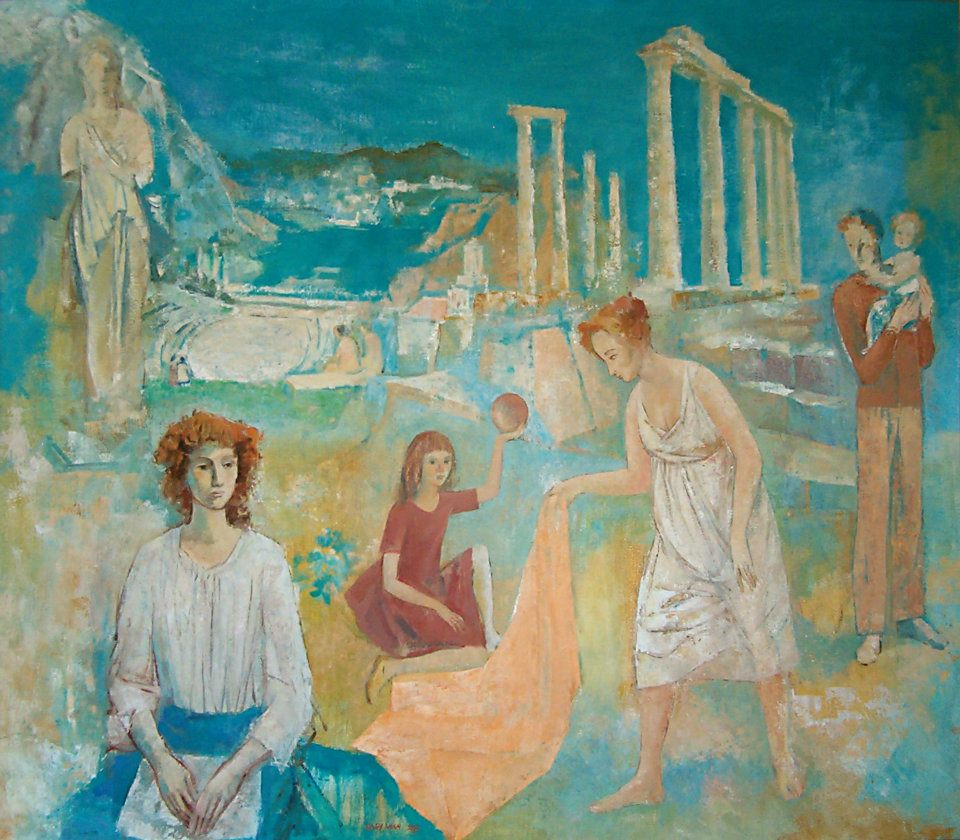
Nagy Anna: Meditáció, 1985 - olaj, vászon

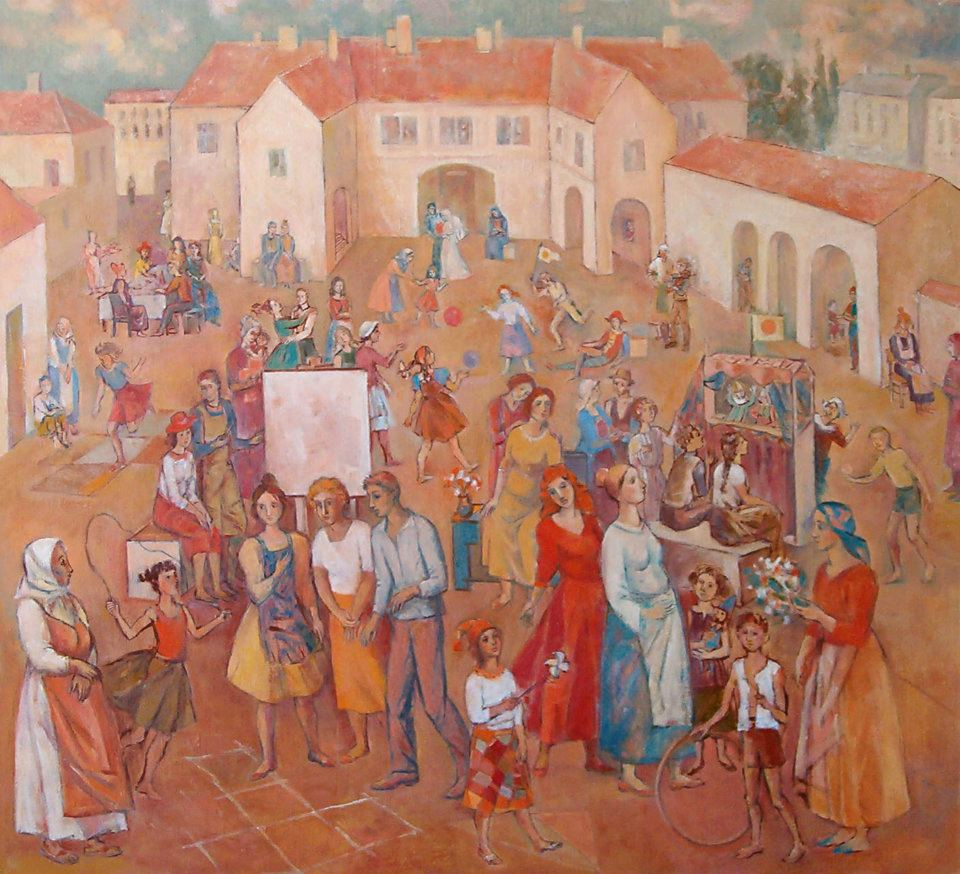
Nagy Anna: Az udvar - 2006

### Egyéni kiállítások
- 1974 • UAP Képzőművészeti Galéria, Kolozsvár, Románia
- 1983 • Művelődési Központ, Pireusz, Görögország
- 1990 • Achilleion Galéria, Athén, Görögország
- 1992 • Ioni (ΙΩΝΗ) Galéria, Athén, Görögország
- 1993 • Athéni Egyetemi Kulturális Központ, Athén, Görögország
- 1996 • Astra (ΑΣΤΡΑ) Galéria, Athén, Görögország
- 1996 • Magyarország Nagykövetsége, Athén, Görögország
- 2021 • Kolozsvári Művészeti Múzeum[2] (Bánffy-palota)
- 2023-24 • "Zágontól Csíkdánfalváig" (Zágon, Székelyudvarhely, Sepsiszentgyörgy), 50 grafika - vándorkiállítás

### Csoportkiállítások
- 1966-1987 • Évente részt vett kolozsvári művészeti szövetségi tagok tartományi kiállításán az UAP szervezésében
- 1968-1978 • UAP Galéria és Dalles Galéria, Bukarest, Romániai - Festészeti biennálé
- 1970 • Dalles Galéria, Bukarest, Románia
- 1968, 1969, 1970, 1971 • UAP Galéria, Kolozsvár, Románia - Fiatal művészek csoportkiállítása
- 1972 • Szépművészeti Múzeum, Konstanca, Románia - Topalu
- 1974, 1976 • UAP Galéria, Bukarest, Románia - Fiatal művészek biennáléja
- 1974 • Apollo Galéria, Bukarest, Románia - Perspektíva
- 1975 • Szépművészeti Múzeum, Bukarest, Románia
- 1976 • Szépművészeti Múzeum, Dézs, Románia - Kolozsvári művészek
- 1976 • Filológiai Intézet, Kolozsvár, Románia
- 1980 • Delta Múzeum, Tulcea, Románia - Calica
- 1984 • Nemzeti Szépművészeti Múzeum, Bukarest, Románia - Festészeti, szobrászati, grafikai nemzeti kiállítás
- 1984 • El Greco Galéria, Athén, Görögország
- 1984 • Béke Háza (Σπίτι της Ειρήνης), Athén, Görögország
- 1985 • Szépművészeti Múzeum, Torda, Románia
- 1991 • Ethousa Technis (Αίθουσα Τέχνης / Art Hall) Kiállítóterem, Nauplion, Görögország
- 1991 • "A. Tassos" kiállítóterem, Keratsini, Athén, Görögország
- 1996 • Metopi (ΜΕΤΩΠΗ) Galéria, Athén, Görögország
- 1998 • Gaál Imre Galéria, Budapest, Magyarország - Kolozsvár, Athén, Budapest
- 2002 • Rodavgi (ΡΟΔΑΥΓΗ) Galéria, Athén, Görögország
- 2002 • Rodavgi (ΡΟΔΑΥΓΗ) Galéria, Athén, Görögország
- 2017 • Galeria Quadro, Kolozsvár
- 2018 • Kolozsvári Művészeti Múzeum (Bánffy-palota) - Vlahuţă 63. - Kolozsvári művészek műtermei
- 2019 • Galeria Quadro, Kolozsvár

### Nemzetközi csoportkiállítások

#### Romániát képviselve
- 1974 • Berlin-Moszkva (Németország, Oroszország) - Romániai művészek

#### Görögországot képviselve
- 1990 • Session of the World Peace Council Nemzetközi festészeti kiállítás, Egyetemi Kulturális Központ, Athén, Görögország
- 1998 • A görög művészeti szövetség tagjainak kiállítása, Schwentzingen, Németország

## Művészete

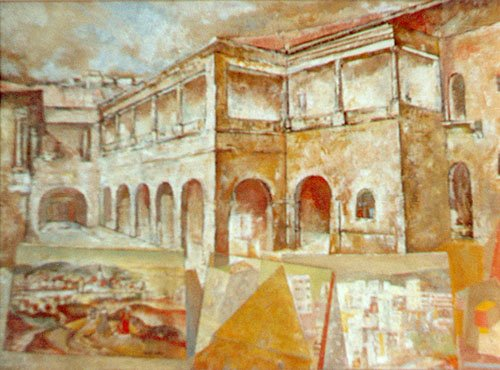
Nagy Anna: Kolozsvár emlékezete, 1980-as évek - olaj, vászon

#### Elemzések, kritikák a sajtóban
Cikkek, elemzések a művészetéről (és saját illusztrációi) jelentek meg különböző sajtókiadványokban Romániában (A Hét, Új Élet, Ifjúmunkás, Utunk, Helikon, Tribuna, Făclia, România literară) , Görögországban (Eksormisi, O Logos, Ta Nea, Eleftherotypia, Ethnos, Eleftheros Typos, Rizospastis, Ependitis, To Vima, Apogevmatini, a Görög Művészeti Szövetség lapja), Magyarországon (Reform)

#### Elemzések művészeti írásokban, lexikonokban
- 1975 • Magyar művészek Romániában - Az Új Élet folyóirat lexikona, Marosvásárhely, Románia
- 1976 • Octavian Barbosa: Modern művészek Romániában - lexikon, Meridiane könyvkiadó, Bukarest, Románia
- 1984 • Jakobovits Miklós: Helyi jelleg és egyetemesség - képzőművészeti írások, Kriterion Könyvkiadó, Bukarest, Románia
- 1999 • Görög képzőművészek lexikona Archiválva 2018. november 30-i dátummal a Wayback Machine-ben - III. kötet, Katerina Perpinioti írása, Melissa könyvkiadó, Athén, Görögország
- 2021 • maszol.ro - Zsizsmann Erika: „Az idő horizontális, mindannyian benne vagyunk” – Nagy Anna-retrospektív nyílt Kolozsváron
- 2021 • Transindex Archiválva 2024. augusztus 18-i dátummal a Wayback Machine-ben - Horváth-Kovács Szilárd: "Nagy Anna: a társas együttlét hiánya az, amit meg szeretnék mutatni" - riport
- 2024 • Liszt Intézet, Magyar Kulturális Központ Sepsiszentgyörgy: „Zágontól Csíkdánfalváig” Nagy Anna festőművész egyéni kiállítása - kiállításmegnyitó és katalógusbemutató  - kiállítás beharangozó

#### Idézetek
...Még ha némileg önellentmondásosnak tűnik is: rendkívül észszerűen megközelített látomásokat fűz egymásba (...) s ennek a racionális ábrázolási módnak a tárgya mindig érzelmi természetű. A feszültség (...) a komponálásban valósul meg.
Banner Zoltán: Fiatal nő klasszikus környezetben - 1976, Utunk
...képein a színkezelés érzékenységén túl egy másik motívum jelentkezik: - a lét, a család, emberi együvétartozás nagy problémáit fogalmazza meg újra bensőséges festői nyelven, sajátságos formában, a figurák jellegzetes atmoszférája révén. Képeiből a harmónia, a belső lelki és szellemi összhang sugárzik.
Jakobovits Miklós: Helyi jelleg és egyetemesség - képzőművészeti írások - 1984, Kriterion könyvkiadó, Bukarest
...Nagy Anna művészi alkotásainak legszebb és talán legjellemzőbb példái a kompozíciók. Groteszk, olykor mesélő hangulatuk elsősorban a reneszánsz - későbbi képein az ókori görög - építészeti elemek váratlan megkomponálásából ered és a térben megjelenő szimbolikus emberalakok ritmikus, pillanatkép-szerű mozgásba merevítéséből. E szürrealista hatású kompozíciók dinamikáját a tér áttetszősége teremti meg s az emberi alakok magatartás-mozdulataiban rejlő titokzatos összefüggés.
Makár Júlia: Hangulatok festőisége - 1985, Ifjúmunkás

#### Film
1998-ban, Budapesten, a Gaál Imre Galériában rendezett Kolozsvár-Athén-Budapest című csoportkiállításról készült riportfilmet a Duna Televízióban mutatták be ugyanabban az évben.

## Költészet (a vers mint alkotói "melléktermék")
- "Kedves Anna! Azt hiszem, az embernek meg kell érnie bizonyos fokig, hogy közelébe kerülhessen egy festőnek, egy költőnek, aki elüt az általánostól, olyan formát, tartalmat vállalva-közölve, ami a te művészetedet jellemzi. Két éve nyilatkoztad a Gondola Kulturális Magazinnak, hogy önmagadat kerested, keresed mióta csak megfogtad az ecsetet. Talán olyan szülők, főként édesapa árnyékában nőni fel, mint te, ez szinte természetes. Abodi Nagy Béla nemcsak markáns egyénisége volt az erdélyi magyar festészetnek, de emberként is meghatározó alakja egy viharos történelmi korszaknak közelmúltunkban. Édesanyád ecsete is elanyátlanodott egy idő után, családjának szentelve életét. Évekig csak a képeidről tudott a világ. De közben Te verseket is írtál, nemrég közöltél belőlük egy csokornyit a netoldaladon. Te, aki évekig tanárként dolgoztál, szép fegyelemről teszel bizonyságot verseid szerkezetében, ritmusában, dallamában. Hangod épp olyan sajátos, nyelved épp annyira elüt a ma költészeti trendjétől, mint festészeted, amely egyedi, összetéveszthetetlen karakterű, de mellette sokan fognak felfigyelni rád verseid okán is. Mint az óbor, amit csak tapasztalt ízlelők tudnak igazán értékelni, a művészeted különleges, veretes. Mi vett rá arra, hogy elszánd magad a megmutatásra? Anna válaszában habozott: ő festő, nem költő. A vers az ő esetében csak melléktermék." Nászta Katalin: Aki versben írja meg, amit nem lehet megfesteni  2020.02.05
- 2021 áprilisában, a Magyar Elektronikus Könyvtár gondozásában és Cseke Gábor szerkesztésében Móló címmel verseskötete jelent meg több évtized vers-terméséből. A versírás végigkíséri képzőművészi pályáját mintegy kiegészítő alkotótevékenységként, ugyanis az irodalom és költészet iránti érdeklődés meghatározóan jelen van életében.

## Pedagógusi tevékenysége
- 1966-1968 • a kolozsvári Pedagógiai Intézet rajztanár-képző tagozatán tanít
- 1968-1988 • magyar tannyelvű középiskolákban (Brassai Sámuel Elméleti Líceum, Apáczai Csere János Elméleti Líceum, Báthory István Elméleti Líceum)

A felsorolt iskolákban rajzot, festészetet, műszaki rajzot, művészettörténetet tanított.

## Gyűjtemények
Munkái különböző gyűjteményekben találhatók meg világszerte: a kolozsvári Művészeti Múzeumban (Bánffy-palota), Bukarestben, Tordán, a dézsi, tulcea-i, konstancai múzeumok gyűjteményében és magángyűjteményekben Romániában, Görögországban, Magyarországon, Németországban, Izraelben, Szaúd-Arábiában, Kanadában.